# 펜티엄
펜티엄은 1993년부터 2023년까지 인텔이 생산한 x86 아키텍처 호환 마이크로프로세서 시리즈이다. 오리지널 펜티엄은 인텔의 5세대 프로세서로, i486의 후속작이었다. 펜티엄은 2006년 인텔 코어 라인이 출시될 때까지 10년 넘게 인텔의 플래그십 프로세서 라인이었다. 2009년부터 출시된 펜티엄 브랜드 프로세서는 엔트리 레벨 제품으로 간주되었다. 이들은 저가형 Atom 및 셀러론 시리즈보다 높고, 더 빠른 코어 라인업 및 워크스테이션/서버 제온 시리즈보다 낮은 위치에 있었다.
이후의 펜티엄 프로세서는 이전 펜티엄과 이름 외에는 공통점이 거의 없으며, Atom 및 코어 프로세서에 사용된 아키텍처를 기반으로 했다. Atom 아키텍처의 경우, 펜티엄은 아키텍처의 최고 성능 구현이었다. 2017년 이전에 출시된 코어 아키텍처 기반 펜티엄 프로세서는 더 빠르고 고급스러운 i-시리즈 프로세서와 클럭 속도가 낮고, 하이퍼스레딩, 가상화 및 때로는 L3 캐시와 같은 일부 기능이 비활성화되어 구별되었다. 2017년에는 펜티엄 브랜드가 펜티엄 실버와 펜티엄 골드의 두 가지 라인으로 나뉘었다. 펜티엄 실버는 Atom 및 셀러론 아키텍처를 사용하는 저전력 장치를 목표로 했으며, 펜티엄 골드는 엔트리 레벨 데스크톱을 목표로 카비레이크 또는 커피레이크와 같은 기존 아키텍처를 사용했다.
2022년 9월, 인텔은 2023년부터 노트북용 저가형 프로세서에 펜티엄 및 셀러론 브랜드를 새로운 "Intel Processor" 브랜드로 대체할 것이라고 발표했다. 이는 펜티엄 프로세서를 사용하는 데스크톱에도 적용되었으며, 2023년에 노트북이 펜티엄 프로세서 대신 "Intel Processor" 프로세서를 사용하기 시작하면서 거의 동시에 단종되었다.

## 개요
개발 중 인텔은 일반적으로 프레스콧, 윌라멧, 코퍼마인, 캇마이, 클라마스, 데슈츠와 같은 코드명으로 프로세서를 식별한다. 이 코드명은 프로세서가 공식적으로 출시된 후에도 널리 알려지는 경우가 많다.
원래 펜티엄 브랜드 CPU는 이전 세대(286, i386, i486)의 명명 규칙을 따라 586 또는 i586으로 명명될 것으로 예상되었다. 그러나 회사는 경쟁업체가 AMD가 Am486으로 했던 것처럼 유사한 이름으로 프로세서에 브랜드를 부여하는 것을 막기 위해 미국에서 해당 이름에 대한 상표 출원을 제출했지만, 일련의 숫자는 상표 식별력이 부족하다고 간주되어 거부되었다. 대신, 앤디 그로브는 그 세대의 프로세서에 상표권을 등록하기를 원했기 때문에 숫자를 사용하는 대신 "펜티엄"으로 프로세서 이름을 지었다.
인텔의 이전 8086, 80186, 80286, 80386, 80486 마이크로프로세서 시리즈에 이어, 회사의 첫 P5 기반 프로세서는 1993년 3월 22일 오리지널 인텔 펜티엄으로 출시되었다. 마케팅 회사 렉시콘 브랜딩(Lexicon Branding)이 새로운 프로세서의 이름을 짓기 위해 고용되었다. 접미사 -ium은 컴퓨터의 근본적인 요소인 원소 (화학)와 같은 의미를 내포할 수 있기 때문에 선택되었으며, 접두사 pent-는 x86의 5세대를 의미할 수 있었다.
성공으로 인해 펜티엄 브랜드는 여러 세대의 고급 프로세서에서 계속 사용되었다. 2006년에 이 이름은 인텔의 기술 로드맵에서 잠시 사라졌지만, 2007년에 다시 등장했다.
1998년에 인텔은 저가형 프로세서를 위해 셀러론 브랜드를 도입했다. 2006년 인텔 코어 브랜드가 회사의 새로운 플래그십 프로세서 라인으로 도입되면서 펜티엄 시리즈는 단종될 예정이었다. 그러나 미드레인지 듀얼 코어 프로세서에 대한 수요로 인해 펜티엄 브랜드는 셀러론과 코어 시리즈 사이의 인텔 미드레인지 프로세서 시리즈로 용도를 변경하여 펜티엄 듀얼 코어 라인으로 계속되었다.
2009년에 "듀얼 코어" 접미사가 없어지고, 새로운 x86 프로세서가 다시 평범한 펜티엄 이름을 사용하기 시작했다.
2014년에 인텔은 펜티엄 브랜드 20주년을 기념하기 위해 펜티엄 20주년 기념 에디션을 출시했다. 이 프로세서들은 잠금 해제되어 오버클럭이 매우 잘 된다.
2017년에 인텔은 펜티엄 브랜드를 두 가지 라인업으로 나누었다. 펜티엄 실버는 저전력 장치를 목표로 하며 Atom 및 셀러론과 아키텍처를 공유하는 반면, 펜티엄 골드는 엔트리 레벨 데스크톱을 목표로 카비레이크 및 커피레이크와 같은 기존 아키텍처를 사용한다.
2022년 9월, 인텔은 2023년부터 노트북용 저가형 프로세서에 펜티엄 및 셀러론 브랜드를 새로운 "Intel Processor" 브랜드로 대체할 것이라고 발표했다. 이는 펜티엄 및 셀러론 프로세서를 사용하는 데스크톱에도 적용되었으며, 두 브랜드 모두 2023년에 "Intel Processor" 브랜드 프로세서에 찬성하여 단종되었다.
| 브랜드                                                           | 마이크로아키텍처 | 데스크톱                                                                                              | 노트북                                          | 서버                               |
| ---------------------------------------------------------------- | ---------------- | --- | ----------------------------------------------- | ---------------------------------- |
| 펜티엄 펜티엄 오버드라이브                                       | P5               | P5 (0.8 μm) P54C (0.6 μm) P54CS (0.35 μm)                                                             | P5 (0.8 μm) P54C (0.6 μm) P54CS (0.35 μm)       |                                    |
| 펜티엄 MMX 펜티엄 오버드라이브 MMX                               | P5               | P55C (0.35 μm) Tillamook (0.25 μm)                                                                    | P55C (0.35 μm) Tillamook (0.25 μm)              |                                    |
| 펜티엄 프로                                                      | P6               | |                                                 | P6 (0.5 μm) P6 (0.35 μm)           |
| 펜티엄 II 펜티엄 II 제온 펜티엄 II 오버드라이브 모바일 펜티엄 II | P6               | Klamath (0.35 μm) Deschutes (0.25 μm)                                                                 | Tonga (0.25 μm) Dixon (0.25 μm) Dixon (0.18 μm) | Drake (0.25 μm)                    |
| 펜티엄 III 펜티엄 III 제온 모바일 펜티엄 III 펜티엄 III M        | P6               | Katmai (0.25 μm) Coppermine (180 nm) Tualatin (130 nm)                                                | Coppermine (180 nm) Tualatin(130 nm)            | Tanner (0.25 μm) Cascades (180 nm) |
| 펜티엄 4 펜티엄 4 익스트림 에디션                                | 넷버스트         | 윌라멧 (180 nm) 노스우드 (130 nm) 갈라틴 (130 nm) 프레스콧-2M (90 nm) 프레스콧 (90 nm) 시더밀 (65 nm) | 노스우드 (130 nm) 프레스콧 (90 nm)              | 제온으로 리브랜딩                  |
| 펜티엄 D 펜티엄 익스트림 에디션                                  | 넷버스트         | 스미스필드 (90 nm) 프레슬러 (65 nm)                                                                   |                                                 | 제온으로 리브랜딩                  |
| 펜티엄 M                                                         | P6 기반          | | Banias (130 nm) Dothan (90 nm)                  | 제온으로 리브랜딩                  |
| 펜티엄 듀얼 코어                                                 | P6 기반          | | Yonah (65 nm)                                   | 제온으로 리브랜딩                  |
| 펜티엄 듀얼 코어                                                 | Core             | Allendale (65 nm) Wolfdale-3M (45 nm)                                                                 | Merom-2M (65 nm)                                | 제온으로 리브랜딩                  |
| 펜티엄                                                           | Core             | 울프데일-3M (45 nm)                                                                                   | Penryn-3M (45 nm)                               | 제온으로 리브랜딩                  |
| 펜티엄                                                           | Nehalem          | Clarkdale (32 nm)                                                                                     | Arrandale (32 nm)                               | 제온으로 리브랜딩                  |
| 펜티엄                                                           | 샌디브리지       | 샌디브리지 (32 nm)                                                                                    |                                                 | 제온으로 리브랜딩                  |
| 펜티엄                                                           | Ivy Bridge       | 아이비브리지 (22 nm)                                                                                  |                                                 | 제온으로 리브랜딩                  |
| 펜티엄                                                           | Haswell          | 하스웰 (22 nm)                                                                                        |                                                 | 제온으로 리브랜딩                  |
| 펜티엄                                                           | Broadwell        | 브로드웰 (14 nm)                                                                                      |                                                 | 제온으로 리브랜딩                  |
| 펜티엄                                                           | Skylake          | 스카이레이크 (14 nm)                                                                                  | Braswell; Goldmont                              | 제온으로 리브랜딩                  |
| 펜티엄                                                           | 카비레이크       | 카비레이크 (14 nm)                                                                                    | 골드몬트 플러스 (제미니 레이크)                 | 제온으로 리브랜딩                  |
| 펜티엄                                                           | 커피레이크       | 커피레이크 (14 nm)                                                                                    |                                                 | 제온으로 리브랜딩                  |
| 펜티엄                                                           | 코멧레이크       | 코멧레이크 (14 nm)                                                                                    |                                                 | 제온으로 리브랜딩                  |

## 펜티엄 브랜드 프로세서

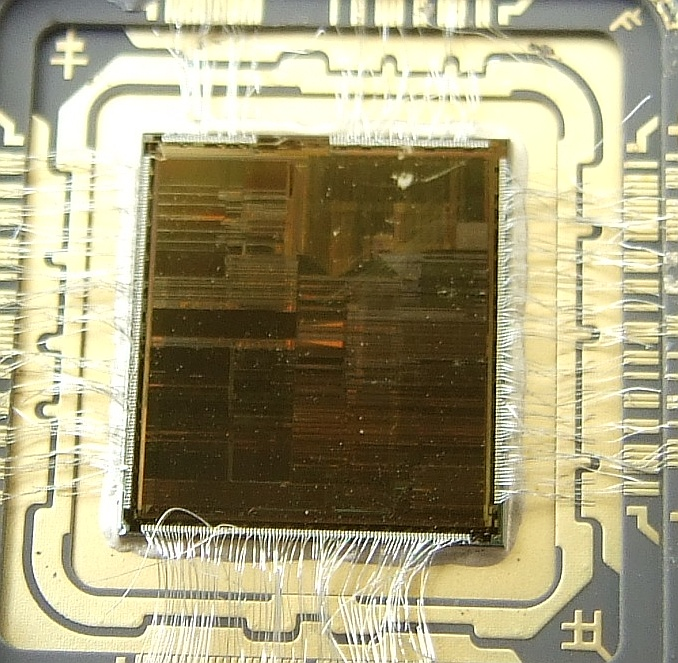
패키지 속 펜티엄 프로세서의 다이

인텔 펜티엄 120MHz 다이 사진

### P5 마이크로아키텍처 기반
원래의 인텔 P5 또는 펜티엄 및 펜티엄 MMX 프로세서는 80486 프로세서의 슈퍼스칼라 후속 제품이며 1993년부터 1999년까지 판매되었다. 이 중 일부 버전은 구형 CPU 소켓에 맞는 펜티엄 오버드라이브로도 제공되었다.

#### 펜티엄
| 코어      | 공정    | 클럭 속도   | L1 캐시 | FSB       | 소켓   | 출시일      |
| --------- | ------- | ----------- | ------- | --------- | ------ | ----------- |
| P5        | 0.8 μm  | 60–66 MHz   | 16 KB   | 60–66 MHz | 소켓 4 | 1993년 3월  |
| P54C      | 0.6 μm  | 75–120 MHz  | 16 KB   | 50–66 MHz | 소켓 5 | 1994년 10월 |
| P54CS     | 0.35 μm | 133–200 MHz | 16 KB   | 60–66 MHz | 소켓 7 | 1995년 6월  |
| P55C      | 0.35 μm | 120–233 MHz | 32 KB   | 60–66 MHz | 소켓 7 | 1997년 1월  |
| Tillamook | 0.25 μm | 166–300 MHz | 32 KB   | 66 MHz    | 소켓 7 | 1997년 8월  |

### P6 마이크로아키텍처 기반

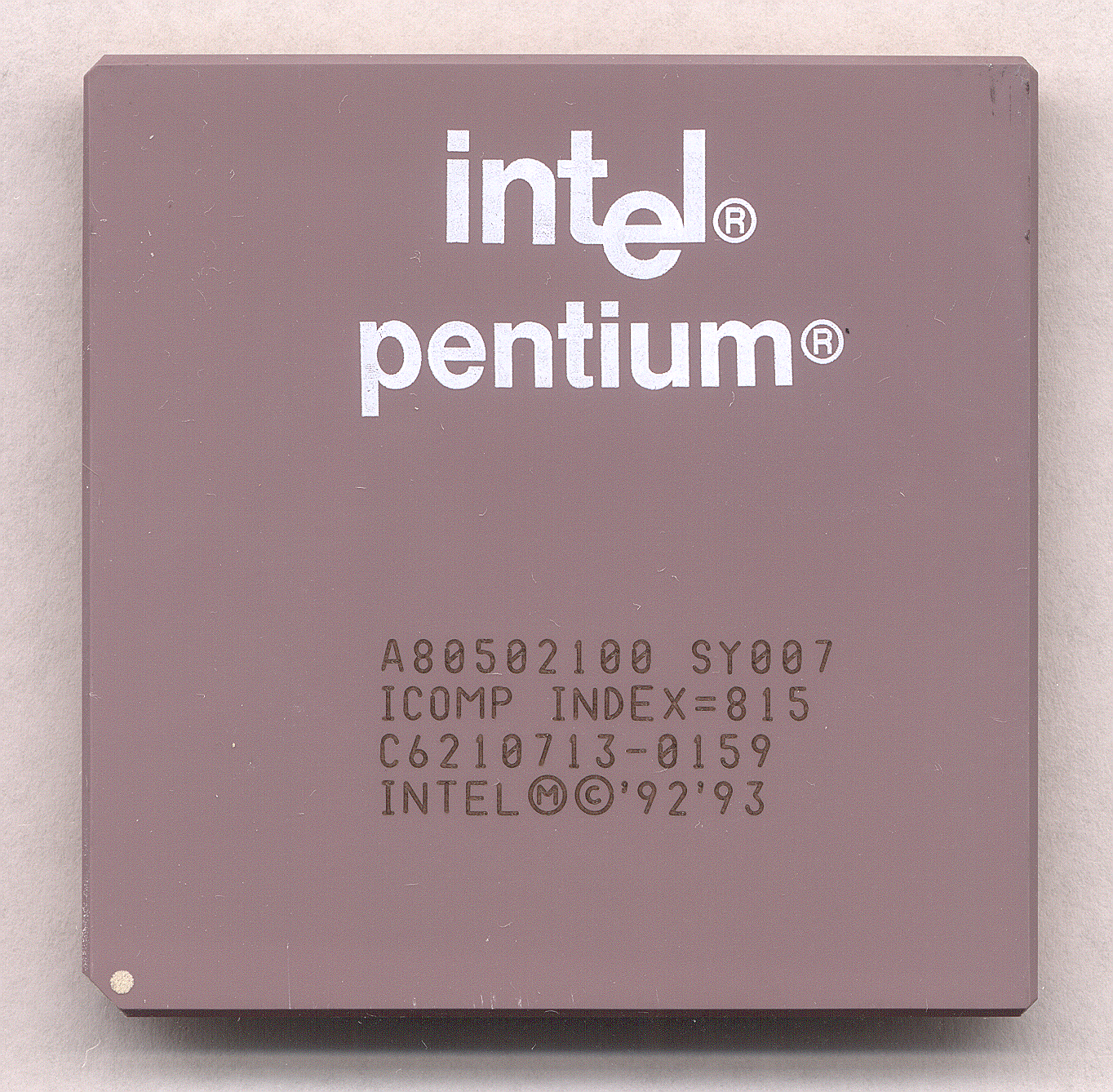
1996년 제조된 100MHz 펜티엄 (ICOMP=815) 프로세서

P5 마이크로아키텍처와 병행하여 인텔은 P6 마이크로아키텍처를 개발하고 1995년에 고급 시장용으로 펜티엄 프로라는 이름으로 판매를 시작했다. 이는 비순차적 명령어 처리와 듀얼 칩 프로세서 패키지에 통합된 2차 캐시를 도입했다.
2세대 P6는 원래 P5를 펜티엄 II로 대체하고 고급 버전을 펜티엄 II 제온으로 재브랜딩했다. 그 다음으로는 펜티엄 III 및 펜티엄 III 제온이라는 세 번째 버전이 출시되었다. 펜티엄 II 라인은 펜티엄 MMX에도 존재했던 MMX 명령어를 추가했다.
노트북 시장용 이들 프로세서의 버전은 초기에는 모바일 펜티엄 II와 모바일 펜티엄 III로 명명되었고, 이후 버전은 펜티엄 III-M으로 명명되었다. 펜티엄 II부터는 셀러론 브랜드가 캐시 크기 감소 또는 전력 관리 기능 누락과 같은 기능이 축소된 대부분의 펜티엄 프로세서의 저가형 버전으로 사용되었다.

#### 펜티엄 프로
| 코어 | 공정    | 클럭 속도   | L2 캐시     | FSB       | 소켓   | 출시일      |
| ---- | ------- | ----------- | ----------- | --------- | ------ | ----------- |
| P6   | 0.5 μm  | 150 MHz     | 256 KB      | 60–66 MHz | 소켓 8 | 1995년 11월 |
| P6   | 0.35 μm | 166–200 MHz | 256–1024 KB | 60–66 MHz | 소켓 8 |             |

#### 펜티엄 II
| 코어      | 공정    | 클럭 속도   | L2 캐시 | FSB        | 소켓   | 출시일     |
| --------- | ------- | ----------- | ------- | ---------- | ------ | ---------- |
| Klamath   | 0.35 μm | 233–300 MHz | 512 KB  | 66 MHz     | 슬롯 1 | 1997년 5월 |
| Deschutes | 0.25 μm | 266–450 MHz | 512 KB  | 66–100 MHz | 슬롯 1 | 1998년 1월 |
| Tonga     | 0.25 μm | 233–300 MHz | 512 KB  | 66 MHz     | MMC-2  | 1998년 4월 |
| Dixon     | 0.25 μm | 266–366 MHz | 256 KB  | 66 MHz     | MMC-2  | 1999년 1월 |

#### 펜티엄 III
| 코어       | 공정    | 클럭 속도        | L2 캐시 | FSB         | 소켓                          | 출시일      |
| ---------- | ------- | ---------------- | ------- | ----------- | ----------------------------- | ----------- |
| Katmai     | 0.25 μm | 450–600 MHz      | 512 KB  | 100–133 MHz | 슬롯 1                        | 1999년 2월  |
| Coppermine | 0.18 μm | 400 MHz–1.13 GHz | 256 KB  | 100–133 MHz | 슬롯 1, 소켓 370, BGA2, μPGA2 | 1999년 10월 |
| Tualatin   | 0.13 μm | 700 MHz–1.4 GHz  | 512 KB  | 100–133 MHz | 소켓 370, BGA2, μPGA2         | 2001년 7월  |

### 넷버스트 마이크로아키텍처 기반
2000년에 인텔은 P6 기반 프로세서보다 훨씬 높은 클럭 주파수를 가능하게 하는 훨씬 더 긴 파이프라인을 가진 넷버스트라는 새로운 마이크로아키텍처를 도입했다. 처음에는 이들을 펜티엄 4라고 불렀고, 이후 고급 버전은 단순히 제온이라고 불렸다. 펜티엄 III와 마찬가지로 노트북 시장용 모바일 펜티엄 4와 펜티엄 4 M 프로세서가 있으며, 펜티엄 4 M은 전력 효율이 더 높은 버전을 나타낸다. 가장 높은 클럭 속도를 가진 펜티엄 4의 매니아 버전은 펜티엄 4 익스트림 에디션으로 명명되었다.
펜티엄 D는 최초의 멀티 코어 펜티엄으로, 하나의 패키지에 두 개의 펜티엄 4 칩을 통합했으며 매니아용 펜티엄 익스트림 에디션으로 제공되었다.

#### 펜티엄 4
| 코어        | 공정   | 클럭 속도    | L2 캐시          | FSB 속도          | 소켓               | 출시일      |
| ----------- | ------ | ------------ | ---------------- | ----------------- | ------------------ | ----------- |
| 윌라멧      | 180 nm | 1.3–2.0 GHz  | 256 KB           | 400 MT/s          | 소켓 423, 소켓 478 | 2000년 11월 |
| 노스우드    | 130 nm | 1.6–3.4 GHz  | 512 KB           | 400 MT/s–800 MT/s | 소켓 478           | 2002년 1월  |
| 갈라틴      | 130 nm | 3.2–3.46 GHz | 512 KB + 2 MB L3 | 800–1066 MT/s     | 소켓 478, LGA 775  | 2003년 11월 |
| 프레스콧    | 90 nm  | 2.4–3.8 GHz  | 1 MB             | 533 MT/s–800 MT/s | 소켓 478, LGA 775  | 2004년 2월  |
| 프레스콧-2M | 90 nm  | 2.8–3.8 GHz  | 2 MB             | 800–1066 MT/s     | LGA 775            | 2005년 2월  |
| 시더밀      | 65 nm  | 3.0–3.6 GHz  | 2 MB             | 800 MT/s          | LGA 775            | 2006년 1월  |

#### 펜티엄 D
| 코어          | 공정  | 클럭 속도     | L2 캐시 | FSB 속도     | 소켓    | 출시일     |
| ------------- | ----- | ------------- | ------- | ------------ | ------- | ---------- |
| 스미스필드    | 90 nm | 2.66–3.2 GHz  | 2 MB    | 533–800 MT/s | LGA 775 | 2005년 5월 |
| 스미스필드 XE | 90 nm | 3.2 GHz       | 2 MB    | 800 MT/s     | LGA 775 | 2005년 5월 |
| 프레슬러      | 65 nm | 2.8–3.6 GHz   | 4 MB    | 800 MT/s     | LGA 775 | 2006년 1월 |
| 프레슬러 XE   | 65 nm | 3.46–3.73 GHz | 4 MB    | 1066 MT/s    | LGA 775 | 2006년 1월 |

### 펜티엄 M 마이크로아키텍처 기반
2003년에 인텔은 P6 마이크로아키텍처를 기반으로 한 새로운 프로세서인 펜티엄 M을 도입했으며, 이는 모바일 펜티엄 4, 펜티엄 4 M, 펜티엄 III M보다 훨씬 전력 효율이 높았다. 펜티엄 M의 듀얼 코어 버전은 요나라는 코드명으로 개발되었으며 코어 듀오 및 펜티엄 듀얼 코어라는 마케팅 이름으로 판매되었다. 펜티엄 D와 달리 두 코어를 하나의 칩에 통합했다. 이 시점부터 인텔 코어 브랜드 이름은 주류 인텔 프로세서에 사용되었고, 펜티엄 브랜드는 셀러론과 코어 사이의 저가형 버전이 되었다. 요나를 포함한 모든 펜티엄 M 기반 설계는 모바일 시장용이다.

#### 펜티엄 M
| 코어   | 공정   | 클럭 속도     | L1 캐시 | L2 캐시 | FSB                   | 소켓     | 출시일     |
| ------ | ------ | ------------- | ------- | ------- | --------------------- | -------- | ---------- |
| Banias | 130 nm | 0.9–1.7 GHz   | 64 KB   | 1 MB    | 400 Mhz (== MT/s)     | 소켓 479 | 2003년 3월 |
| Dothan | 90 nm  | 1.00–2.26 GHz | 64 KB   | 2 MB    | 400–533 Mhz (== MT/s) | FC-uBGA  | 2004년 6월 |

#### 펜티엄 듀얼 코어
| 코어  | 공정  | 클럭 속도    | L1 캐시 | L2 캐시 | FSB 속도 | 소켓   | 출시일     |
| ----- | ----- | ------------ | ------- | ------- | -------- | ------ | ---------- |
| Yonah | 65 nm | 1.6–1.86 GHz | 64 KB   | 1 MB    | 533 MT/s | 소켓 M | 2007년 1월 |

### 코어 마이크로아키텍처 기반
펜티엄 듀얼 코어라는 이름은 요나 설계가 64비트 지원으로 확장되어 코어 마이크로아키텍처로 명명된 후에도 계속 사용되었다. 이는 결국 셀러론, 펜티엄, 코어, 제온의 네 가지 브랜드에 걸쳐 모든 넷버스트 기반 프로세서를 대체했다. 코어 마이크로아키텍처를 기반으로 하는 펜티엄 듀얼 코어 프로세서는 데스크톱 프로세서의 경우 Allendale 및 Wolfdale-3M 설계를 사용하고 모바일 프로세서의 경우 Merom-2M을 사용한다.

#### 펜티엄 듀얼 코어
| 코어        | 공정  | 클럭 속도     | L1 캐시 | L2 캐시 | FSB 속도     | 소켓     | 출시일       |
| ----------- | ----- | ------------- | ------- | ------- | ------------ | -------- | ------------ |
| Merom-2M    | 65 nm | 1.46–2.16 GHz | 64 KB   | 1 MB    | 533–667 MT/s | 소켓 P   | 2007년 4분기 |
| Allendale   | 65 nm | 1.6–2.4 GHz   | 64 KB   | 1 MB    | 800 MT/s     | 소켓 775 | 2007년 6월   |
| Wolfdale-3M | 45 nm | 2.2–2.7 GHz   | 64 KB   | 2 MB    | 800 MT/s     | 소켓 775 | 2008년 8월   |

#### 펜티엄 (2009년)
| 코어           | 공정  | 클럭 속도   | L1 캐시 | L2 캐시 | FSB 속도  | 소켓     | 출시일     |
| -------------- | ----- | ----------- | ------- | ------- | --------- | -------- | ---------- |
| Wolfdale-3M    | 45 nm | 2.8–3.2 GHz | 64 KB   | 2 MB    | 1066 MT/s | 소켓 775 | 2009년 5월 |
| Penryn-3M      | 45 nm | 2.0–2.3 GHz | 64 KB   | 1 MB    | 800 MT/s  | 소켓 P   | 2009년 1월 |
| Penryn-3M ULV  | 45 nm | 1.3–1.5 GHz | 64 KB   | 2 MB    | 800 MT/s  | BGA 956  | 2009년 9월 |
| Penryn-L ULV 1 | 45 nm | 1.3–1.4 GHz | 64 KB   | 2 MB    | 800 MT/s  | BGA 956  | 2009년 5월 |

| Allendale   | 펜티엄 듀얼 코어        | E2xxx       | 2 | 1 MB | LGA 775     | 65 W  |
| Merom-2M    | 모바일 펜티엄 듀얼 코어 | T2xxx T3xxx | 2 | 1 MB | 소켓 P      | 35 W  |
| Wolfdale-3M | 펜티엄 듀얼 코어        | E2xxx       | 2 | 1 MB | LGA 775     | 65 W  |
| Wolfdale-3M | 펜티엄 듀얼 코어        | E5xxx       | 2 | 2 MB | LGA 775     | 65 W  |
| Wolfdale-3M | 펜티엄                  | E6xxx       | 2 | 2 MB | LGA 775     | 65 W  |
| Penryn-3M   | 모바일 펜티엄           | T4xxx       | 2 | 1 MB | 소켓 P      | 35 W  |
| Penryn-3M   | 모바일 펜티엄           | SU4xxx      | 2 | 2 MB | μFC-BGA 956 | 10 W  |
| Penryn-L    | 모바일 펜티엄           | SU2xxx      | 1 | 2 MB | μFC-BGA 956 | 5.5 W |

2009년에 인텔은 펜티엄 프로세서의 명명 체계를 변경하여 Wolfdale-3M 기반 프로세서의 이름을 듀얼 코어 이름 없이 펜티엄으로 변경하고 펜티엄 이름으로 펜린을 기반으로 하는 새로운 단일 및 듀얼 코어 프로세서를 도입했다.
펜린 코어는 메롬 코어의 후속 제품이며 인텔의 모바일 펜티엄 프로세서 시리즈의 45nm 버전이다. FSB 주파수는 667MHz에서 800MHz로 증가했으며 전압은 낮아졌다. 인텔은 2008년 12월에 첫 번째 펜린 코어인 펜티엄 T4200을 출시했다. 2009년 6월, 인텔은 펜티엄이라는 이름을 사용하는 최초의 단일 코어 프로세서인 소비자 초저전압 (CULV) 펜린 코어인 펜티엄 SU2700을 출시했다.
2009년 9월, 인텔은 셀러론 SU2000 및 코어 2 듀오 SU7000 시리즈와 함께 펜티엄 SU4000 시리즈를 도입했다. 이들은 펜린-3M을 기반으로 하며 800MHz FSB를 사용하는 듀얼 코어 CULV 프로세서이다. 펜티엄 SU4000 시리즈는 2MB L2 캐시를 가지고 있지만 다른 두 라인과 기본적으로 동일하다.

### 네할렘 마이크로아키텍처 기반
네할렘 마이크로아키텍처는 2008년 후반에 코어 마이크로아키텍처의 후속 제품으로 도입되었으며, 2010년 초에는 Clarkdale 설계를 기반으로 하는 새로운 펜티엄 G6950 프로세서가 웨스트미어 기반의 네할렘 리프레시로 도입되었고, 몇 달 후에는 Arrandale을 기반으로 하는 모바일 P6xxx가 뒤를 이었다.
| 코어      | 공정  | 클럭 속도    | L2 캐시 | L3 캐시 | I/O 버스 | 소켓         | 출시일       |
| --------- | ----- | ------------ | ------- | ------- | -------- | ------------ | ------------ |
| Clarkdale | 32 nm | 2.8 GHz      | 512 KB  | 3 MB    | DMI      | 소켓 1156    | 2010년 1월   |
| Arrandale | 32 nm | 1.2–1.86 GHz | 512 KB  | 3 MB    | DMI      | 소켓 988 BGA | 2010년 2분기 |

| 코드명    | 브랜드명     | L3 캐시 | 소켓     | TDP  | 특징     |
| --------- | ------------ | ------- | -------- | ---- | -------- |
| Clarkdale | 펜티엄 G6xxx | 3 MB    | LGA 1156 | 73 W | 통합 GPU |
| Arrandale | 펜티엄 P6xxx | 3 MB    | LGA 1156 | 35 W | 통합 GPU |
| Arrandale | 펜티엄 U5xxx | 3 MB    | BGA      | 18 W | 통합 GPU |

2010년 1월 7일, 인텔은 새로운 웨스트미어 마이크로아키텍처를 기반으로 한 다른 데스크톱 및 모바일 CPU와 병행하여 클락데일 칩을 사용하는 새로운 펜티엄 모델을 출시했다. 이 시리즈의 첫 번째 모델은 펜티엄 G6950이다. 클락데일 칩은 코어 i3-5xx 및 코어 i5-6xx 시리즈에도 사용되며 32nm 공정(웨스트미어 마이크로아키텍처 기반), 통합 메모리 컨트롤러 및 45nm 그래픽 컨트롤러, 그리고 3단계 캐시를 특징으로 한다. 펜티엄 시리즈에서는 AES-NI, 하이퍼스레딩 (코어 i3 대비), 그리고 펜티엄의 그래픽 컨트롤러는 533MHz로 작동하는 반면 코어 i3-5xx 시리즈에서는 733MHz로 작동하며, 블루레이 PIP(Picture-in-Picture) 하드웨어 가속을 가능하게 하는 Dual Video Decode, Deep Color 및 xvYCC 지원과 같은 일부 클락데일 기능이 비활성화된다. 펜티엄의 메모리 컨트롤러는 코어 i3-5xx 시리즈와 동일하게 DDR3-1066을 최대 지원한다. L3 캐시도 코어 i3-5xx 시리즈보다 1MB 적다.

### 샌디브리지 마이크로아키텍처 기반
샌디브리지 마이크로아키텍처는 2011년 5월 22일 펜티엄 라인에서 출시되었다.
- a모든 모델은 다음 세부 정보를 공유한다: 2코어, 2논리 프로세서 (하이퍼스레딩이 있는 펜티엄 3xx는 4개), CPUID 시그니처 206A7, 패밀리 6 (06h), 모델 42 (02Ah), 스테핑 7 (07h)
- b변환 색인 버퍼 (TLB) 및 캐시 64바이트 프리페칭; 데이터 TLB0 2MB 또는 4MB 페이지, 4방향 연관, 32개 엔트리; 데이터 TLB 4KB 페이지, 4방향 세트 연관, 64개 엔트리; 명령어 TLB 4KB 페이지, 4방향 세트 연관, 128개 엔트리, L2 TLB 1MB, 4방향 세트 연관, 64바이트 라인 크기; 공유 2차 레벨 TLB 4KB 페이지, 4방향 세트 연관, 512개 엔트리.
- c모든 모델 특징: 온칩 부동소수점 장치, 강화된 인텔 스피드스텝 기술 (EIST), 인텔 64, XD 비트 (NX 비트 구현), Intel VT-x, 스마트 캐시.
- d모든 모델 지원: MMX, SSE, SSE2, SSE3, SSSE3, SSE4.1, SSE4.2
- eHD 그래픽스 (샌디브리지)에는 6개의 EU와 HD 그래픽스 2000이 포함되어 있지만, 다음 기술은 지원하지 않는다: 인텔 퀵 싱크 비디오, InTru 3D, Clear Video HD, Wireless Display, 3D Video, 또는 3D 그래픽 가속.

| 코드명          | 브랜드명a    | L3 캐시b                                   | 소켓     | TDP     | 특징c,d                           |
| --------------- | ------------ | ------------------------------------------ | -------- | ------- | --------------------------------- |
| 샌디브리지      | 펜티엄 3xx   | 3 MB                                       | LGA 1155 | 15 W    | 하이퍼스레딩, ECC                 |
| 샌디브리지      | 펜티엄 9x7   | 2 MB                                       | BGA1023  | 17 W    | 통합 GPU                          |
| 샌디브리지      | 펜티엄 B9x0  | 2 MB                                       | rPGA988B | 35 W    | 통합 GPU                          |
| 샌디브리지      | 펜티엄 G6xxT | 3 MB, 8방향 세트 연관, 64바이트 라인 크기  | LGA 1155 | 35 W    | 통합 GPUe                         |
| 샌디브리지      | 펜티엄 G6xx  | 3 MB, 8방향 세트 연관, 64바이트 라인 크기  | LGA 1155 | 65 W    | 통합 GPUe                         |
| 샌디브리지      | 펜티엄 G8xx  | 3 MB, 12방향 세트 연관, 64바이트 라인 크기 | LGA 1155 | 65 W    | 통합 GPUe                         |
| Sandy Bridge-EN | 펜티엄 140x  | 5 MB                                       | LGA 1356 | 40–80 W | ECC, AVX, TXT, Intel VT-d, AES-NI |

### 아이비브리지 마이크로아키텍처 기반
현재 아이비브리지 모델 G2010, G2020, G2120, G2030, G2130이 존재한다. 이들 모두 듀얼 코어이며 하이퍼스레딩 또는 터보 부스트를 지원하지 않는다.
| 코드명       | 브랜드명                          | L3 캐시 | 소켓     | TDP  | 참고              |
| ------------ | --------------------------------- | ------- | -------- | ---- | ----------------- |
| 아이비브리지 | G2010, G2020, G2030, G2120, G2130 | 3 MB    | LGA 1155 | 55 W | 하이퍼스레딩 없음 |

### 하스웰 마이크로아키텍처 기반
여러 하스웰 기반 펜티엄 프로세서가 2013년에 출시되었으며, 그 중 G3258 "애니버서리 에디션"은 인텔이 펜티엄 라인 20주년을 기념하기 위해 2014년에 처음 출시했다. 이전 세대 펜티엄 프로세서와 마찬가지로 하스웰 및 하스웰 리프레시 기반 부품은 두 개의 코어만 가지며, 하이퍼스레딩을 지원하지 않고, LGA1150 소켓 폼 팩터를 사용한다.

### 브로드웰 마이크로아키텍처 기반
브로드웰 기반 펜티엄은 2015년 1분기에 14nm 공정(예: 듀얼 코어 1.9GHz 인텔 펜티엄 3805U, 2MB 캐시 포함)을 사용하여 출시되었다. 이들은 FCBGA1168 소켓을 사용했다.

### 스카이레이크 마이크로아키텍처 기반
스카이레이크 기반 펜티엄 프로세서는 최대 64GB RAM을 지원한다. 터보 부스트, 인텔 vPro, 하이퍼스레딩과 같은 기능은 사용할 수 없다. AES-NI 및 RDRAND를 지원한다.
통합 그래픽은 인텔 HD 그래픽스 510에서 제공하며, 최대 1.7GB 메모리를 사용하고 디스플레이포트를 통해 4096x2304 @ 60Hz 해상도를 지원하며 최대 3개의 디스플레이를 지원한다.

### 카비레이크 마이크로아키텍처 기반
2017년 1분기에 인텔은 카비레이크 기반 펜티엄 G4560을 출시했다. 이는 넷버스트 기반 펜티엄 4 이후 "코어" 브랜드 제품에서 제공되던 기능인 하이퍼스레딩을 지원하는 최초의 펜티엄 브랜드 CPU이다. 클럭 속도 3.5GHz, 4개 스레드, 3MB의 L3 캐시 및 인텔 HD 610 통합 그래픽이 특징이다.

### 커피레이크 마이크로아키텍처 기반
모든 커피레이크 펜티엄 프로세서는 하이퍼스레딩과 통합 인텔 UHD 그래픽스를 지원한다.

### 코멧레이크 마이크로아키텍처 기반
모든 코멧레이크 펜티엄 프로세서는 하이퍼스레딩과 통합 인텔 UHD 610 그래픽스를 지원한다.

## 펜티엄 호환 인텔 프로세서
펜티엄 호환이라는 용어는 그 중요성 때문에 IA-32 명령어 세트와 아키텍처를 지원하는 모든 x86 프로세서를 설명하는 데 자주 사용된다. 펜티엄이라는 이름을 사용하지 않더라도 인텔은 다른 시장을 위해 펜티엄 시리즈를 기반으로 하는 다른 프로세서도 제조한다. 이러한 프로세서의 대부분은 펜티엄 프로세서 라인 중 하나와 핵심 설계를 공유하며, 일반적으로 CPU 캐시의 양, 전력 효율성 또는 기타 기능에서 차이가 있다. 주목할 만한 예외는 독립적인 설계인 Atom 라인이다.
- 셀러론, 저가형 버전
- 코어, 코어 2, 코어 i3, 코어 i5, 코어 i7 및 코어 i9를 포함한 주류 버전으로, 현재 펜티엄 위에 위치한다.
- 제온, 서버 및 워크스테이션에 사용되는 고급 버전
- A100 (단종), 펜티엄 M의 울트라 모바일 버전으로, 인텔 아톰의 후속작
- EP80579, 펜티엄 M 기반의 시스템 온 칩
- 제온 파이, 서버 및 워크스테이션에 사용되는 고급 버전
- 인텔 쿼크, 현재는 단종된 마이크로컨트롤러 및 기타 임베디드 애플리케이션에 사용하기 위한 저전력 펜티엄 아키텍처 재구현

## 같이 보기
- 인텔 펜티엄 마이크로프로세서 목록
- 인텔 인사이드
- 펜티엄 FDIV 버그, 오리지널 프로세서의 잘 알려진 결함
- 퍼포먼스 레이팅, 비공식적으로 펜티엄 레이팅이라고 불림
- "It's All About the Pentiums", "위어드 알" 얀코빅의 노래
- 애슬론, 펜티엄과 경쟁했던 AMD의 프로세서 라인